# Rio Mutum (vattendrag i Brasilien, Espírito Santo)
Rio Mutum är ett vattendrag i Brasilien.   Det ligger i delstaten Espírito Santo, i den sydöstra delen av landet, 800 km sydost om huvudstaden Brasília.
Omgivningarna runt Rio Mutum är huvudsakligen savann. Runt Rio Mutum är det ganska glesbefolkat, med 47 invånare per kvadratkilometer.